# Passo di Publino
Il passo del Publino si trova a cavallo tra l'alta Val Brembana (provincia di Bergamo) e la Val del Livrio, tributaria della Valtellina, a quota 2.368 m s.l.m., e segna il punto più basso della cresta che collega il Corno Stella al Pizzo Zerna.

## Accessi
Lo si raggiunge per la via più breve partendo da Carona (BG), in alta Val Brembana, da dove si prende il sentiero per il rifugio Fratelli Calvi (strada carrabile parzialmente cementata in alcuni tratti). 
Si attraversa l'abitato di Pagliari e si prosegue lungo la carrabile. Si passa una cascata e poco più avanti, passato un doppio tornante, si lascia la carrabile e, in prossimità della fontanella, si prende il sentiero a sinistra in direzione  Val Sambuzza - passo del Publino.
La Val Sambuzza è tristemente famosa per diversi incidenti di sci-alpinismo: lo staccamento di valanghe infatti ha causato la morte di alcuni sciatori. Nonostante ciò in estate e in condizioni di tempo ottimali il sentiero è facilmente percorribile e ben segnato fino al raggiungimento del passo.
Poche decine di metri prima di raggiungere il passo si incrocia il bivacco Pedrinelli.
Il sentiero, per altro, non attraversa lo spartiacque nel punto più basso (il lato valtellinese è troppo ripido in tal punto) bensì più in alto, a est, salendo in direzione del P.zo Zerna e permette di scendere agevolmente in meno di un'ora al sottostante lago di Publino con l'adiacente rif. Caprari.